# Célio Lúcio
Célio Lúcio da Costa Quarto, mais conhecido como Célio Lúcio (Cajuri, 11 de fevereiro de 1971), é um ex-futebolista e técnico brasileiro que atuava como zagueiro.

## Carreira

### Jogador
Célio chegou na Toca da Raposa aos 14 anos, ainda nas categorias de base. No profissional do Cruzeiro, em sua primeira passagem, conquistou a Supercopa da Libertadores (1992), a Copa do Brasil (1993) e dois Campeonatos Mineiros (1992 e 1994).
Foi emprestado ao Palmeiras, onde atuou apenas em 1995, foram 27 jogos (14 vitórias, 6 empates, 7 derrotas) e nenhum gol.

### Fora dos campos
Foi auxiliar de Wantuir Rodrigues em alguns clubes e depois, seguiu na mesma função ao lado do também ex-zagueiro Clebão.
Em 2009, ele fez parte da comissão técnica do Social Futebol Clube.
No Cruzeiro, foi auxiliar técnico das categorias de base de 2011 a 2019. Em janeiro de 2020, Célio Lúcio saiu da base e integrou a comissão técnica do elenco principal, onde ficou entre 2020 e 2021.
Em fevereiro de 2022, assume o time sub-20 do Goiás. Deixou o clube em novembro do mesmo ano, após perder o título da Copa Goiás sub-20.

## Títulos
Cruzeiro
- Campeonato Mineiro: 1992, 1994, 1996, 1997
- Supercopa da Libertadores: 1992
- Copa do Brasil: 1993, 1996
- Copa Libertadores da América: 1997